# Kembo Mohadi
Kembo Dugish Campbell Mohadi (15 de novembro de 1949) é um dos dois vice-presidentes do Zimbábue desde 28 de dezembro de 2017. Ele atuou brevemente como Ministro da Defesa, Segurança e Veteranos de Guerra em 2017. Anteriormente, foi Ministro de Estado da Segurança Nacional no Gabinete do Presidente de 2015 a 2017 e Ministro do Interior de 2002 a 2015.

## Carreira Política
Antes de servir como vice-ministro do governo local, foi nomeado ministro do Interior em agosto de 2002.
Mohadi foi nomeado pelo ZANU–PF como candidato à membro da Câmara dos Deputados no distrito eleitoral de Beitbridge East, em Matabeleland Sul, nas eleições parlamentares de março de 2008. De acordo com os resultados oficiais, ele ganhou o assento por uma grande margem, recebendo 4.741 votos contra 2.194 de Muranwa Siphuma do partido Movimento para a Mudança Democrática (MMD) liderada por Morgan Tsvangirai e 1.101 votos de Ncube Lovemore do partido MDC liderada por Arthur Mutambara.
Após a tomada de posse do governo de Morgan Tsvangirai em fevereiro de 2009, Mohadi compartilhou o ministério dos Assuntos Internos com Giles Mutsekwa do MDC-T, conforme estipulado pela arbitragem da SADC no final de 2008. Depois que Mugabe venceu a reeleição em julho de 2013 , Mohadi foi renomeado como único ministro do Interior em 10 de setembro de 2013.
O presidente Mugabe transferiu Mohadi para o cargo de ministro da Segurança Nacional em 6 de julho de 2015. Em 30 de novembro de 2017, ele foi nomeado Ministro da Defesa, Segurança e Veteranos de Guerra pelo sucessor de Mugabe, Emmerson Mnangagwa.
Ele foi nomeado vice-presidente do partido político ZANU-PF em 23 de dezembro de 2017 e assumiu o cargo de segundo vice-presidente do Zimbábue em 28 de dezembro de 2017. O secretário-chefe interino do Presidente e Gabinete Justin Mupamhanga emitiu uma declaração no dia seguinte que Mohadi havia sido nomeado como responsável pelo portfólio Nacional de Paz e Reconciliação.

### Tentativa de assassinato
Em 23 de junho de 2018, uma explosão em um comício de campanha em Bulawayo hospitalizou Mohadi, no que a Zimbabwe Broadcasting Corporation chamou de tentativa de assassinato.